# Gerhard Qvennerstedt
Carl Gerhard Qvennerstedt, född den 22 augusti 1893 i Jönköping, död den 5 juni 1961 i Stockholm, var en svensk militär.
Qvennerstedt blev fänrik vid Älvsborgs regemente 1916 och löjtnant där 1919. Efter att ha genomgått Krigshögskolan 1930–1932 var han lärare vid Krigsskolan 1933–1938. Qvennerstedt befordrades till major vid Västerbottens regemente 1938, till överstelöjtnant 1941 och till överste 1945. Han var befälhavare i Morjärvs försvarsområde 1943–1945 och i Gävle försvarsområde 1945–1951. Qvennerstedt blev tjänsteman vid Generalstabens litografiska anstalt 1952. Han blev riddare av Svärdsorden 1937 och av Vasaorden 1938 samt kommendör av Svärdsorden 1950. Qvennerstedt vilar på Norra begravningsplatsen utanför Stockholm.